# Nogent-l'Artaud
Nogent-l'Artaud är en kommun i departementet Aisne i regionen Hauts-de-France i norra Frankrike. Kommunen ligger  i kantonen Charly-sur-Marne som ligger i arrondissementet Château-Thierry. År 2022 hade Nogent-l'Artaud 2 089 invånare.

## Befolkningsutveckling
Antalet invånare i kommunen Nogent-l'Artaud
Referens: INSEE